# James Mather
James H. Mather (...) è un tecnico del suono britannico, vincitore del Premio Oscar al miglior sonoro per Top Gun: Maverick.

## Biografia
Ha iniziato a lavorare nel 1984, nella serie TV Robin Hood. Nel corso della sua carriera ha lavorato a 4 film della saga di Harry Potter: Harry Potter e l'Ordine della Fenice, Harry Potter e il principe mezzosangue, Harry Potter e i Doni della Morte - Parte 1 e Harry Potter e i Doni della Morte - Parte 2. Per questo ultimo film, ha ricevuto una candidatura ad un BAFTA per il miglior sonoro. Nel 2022, è stato candidato per la prima volta ad un Premio Oscar per Belfast, diretto da Kenneth Branagh. Nel 2022, ha lavorato nel film di Joseph Kosinski, Top Gun: Maverick. Per questo lavoro, ha vinto il Premio Oscar ed è stato candidato BAFTA.

## Filmografia

### Tecnico del suono

#### Cinema
- Mad Max oltre la sfera del tuono (Mad Max Beyond Thunderdome), regia di George Miller e George Ogilvie (1985)
- Hardware - Metallo letale (Hardware), regia di Richard Stanley (1990)
- Demoniaca (Dust Devil), regia di Richard Stanley (1992)
- Beg!, regia di Robert Golden (1994)
- The Big Swap, regia di Niall Johnson (1998)
- Galline in fuga (Chicken Run), regia di Peter Lord e Nick Park (2000)
- Le quattro piume (The Four Feathers), regia di Shekhar Kapur (2002)
- Tu chiamami Peter (The Life and Death of Peter Sellers), regia di Stephen Hopkins (2004)
- King Arthur, regia di Antoine Fuqua (2004)
- Neverland - Un sogno per la vita (Finding Neverland), regia di Marc Forster (2004)
- Birth - Io sono Sean (Birth), regia di Jonathan Glazer (2004)
- Wallace & Gromit - La maledizione del coniglio mannaro (The Curse of the Were-Rabbit), regia di Nick Park e Steve Box (2005)
- Tideland - Il mondo capovolto (Tideland), regia di Terry Gilliam (2005)
- The Magic Roundabout, regia di Dave Borthwick, Jean Duval e Frank Passingham (2005)
- Doogal, regia di Dave Borthwick, Jean Duval e Frank Passingham (2006)
- Diario di uno scandalo (Notes on a Scandal), regia di Richard Eyre (2006)
- Harry Potter e l'Ordine della Fenice (Harry Potter and the Order of the Phoenix), regia di David Yates (2007)
- Le cronache di Narnia - Il principe Caspian (The Chronicles of Narnia: Prince Caspian), regia di Andrew Adamson (2008)
- Harry Potter e il principe mezzosangue (Harry Potter and the Half Blood Prince), regia di David Yates (2009)
- 44 Inch Chest, regia di Malcolm Venville (2009)
- Sherlock Holmes, regia di Guy Ritchie (2009)
- Scontro tra titani (Clash of the Titans), regia di Louis Leterrier (2010)
- Harry Potter e i Doni della Morte - Parte 1 (Harry Potter and the Deathly Hallows - Part 1), regia di David Yates (2010)
- Harry Potter e i Doni della Morte - Parte 2 (Harry Potter and the Deathly Hallows - Part 2), regia di David Yates (2011)
- La furia dei titani (Wrath of the Titans), regia di Jonathan Liebesman (2012)
- Questione di tempo (About Time), regia di Richard Curtis (2013)
- Springsteen & I, regia di Baillie Walsh (2013)
- Jack Ryan - L'iniziazione (Jack Ryan: Shadow Recruit), regia di Kenneth Branagh (2014)
- Before I Go to Sleep, regia di Rowan Joffé (2014)
- Cenerentola (Cinderella), regia di Kenneth Branagh (2015)
- Mission: Impossible - Rogue Nation, regia di Christopher McQuarrie (2015)
- Victor - La storia segreta del dott. Frankenstein (Victor Frankenstein), regia di Paul McGuigan (2015)
- The Other Side of the Door, regia di Johannes Roberts (2016)
- Io prima di te (Me Before You), regia di Thea Sharrock (2016)
- Missione Anthropoid (Anthropoid), regia diSean Ellis (2016)
- A United Kingdom - L'amore che ha cambiato la storia (A United Kingdom), regia di Amma Asante (2016)
- Wonder Woman, regia di Patty Jenkins (2017)
- Transformers - L'ultimo cavaliere (Transformers: The Last Knight), regia di Michael Bay (2017)
- Assassinio sull'Orient Express (Murder on the Orient Express), regia di Kenneth Branagh (2017)
- Mission: Impossible - Fallout, regia di Christopher McQuarrie (2018)
- Il ragazzo che diventerà re (The Kid Who Would Be King), regia di Joe Cornish (2019)
- Una famiglia al tappeto (Fighting with My Family), regia di Stephen Merchant (2019)
- Maleficent - Signora del male (Maleficent: Mistress of Evil), regia di Joachim Rønning (2019)
- Last Christmas, regia di Paul Feig (2019)
- Cats, regia di Tom Hooper (2019)
- Artemis Fowl, regia di Kenneth Branagh (2020)
- L'unico e insuperabile Ivan (The One and Only Ivan), regia di Thea Sharrock (2020)
- Ron - Un amico fuori programma (Ron's Gone Wrong), regia di Sarah Smith e Jean-Philippe Vine (2021)
- Belfast, regia di Kenneth Branagh (2021)
- House of Gucci, regia di Ridley Scott (2021)
- Assassinio sul Nilo (Death on the Nile), regia di Kenneth Branagh (2022)
- Top Gun: Maverick, regia di Joseph Kosinski (2022)
- L'accademia del bene e del male (The School for Good and Evil), regia di Paul Feig (2022)
- Blue Jean, regia di Georgia Oakley (2022)
- Mission: Impossible - Dead Reckoning - Parte uno (Mission: Impossible - Dead Reckoning - Part One), regia di Christopher McQuarrie (2023)
- Assassinio a Venezia (A Haunting in Venice), regia di Kenneth Branagh (2023)
- Bob Marley - One Love, regia di Reinaldo Marcus Green (2024)
- IF - Gli amici immaginari (IF), regia di John Krasinski (2024)

#### Televisione
- Robin Hood (Robin of Sherwood) - serie TV (1984)
- The Woman He Loved, regia di Charles Jarrott - film TV (1988)
- She-Wolf of London - serie TV, episodio 1x10 (1991)
- Soldier Soldier - serie TV (1991)
- Gone to Seed - serie TV (1992)
- Kavanagh QC - serie TV (1995)
- Nightmares of Nature - serie TV (1995)
- The Morph Files - serie TV, 13 episodi (1995)
- The Writing on the Wall, regia di Peter Smith - film TV (1996)
- Born to Run - serie TV (1997)
- King Cobra, regia di Allison Argo e Richard McBrien - film TV (1997)
- Rex the Runt - serie TV, episodio 1x13 (1999)
- Hooves of Fire, regia di Richard Starzak - film TV (1999)
- Wallace & Gromit's Cracking Contraptions - serie TV (2002)
- Legend of the Lost Tribe, regia di Peter Peake - film TV (2002)
- Interviste mai viste (Creature Comforts) - serie TV, 13 episodi (2003)
- Due cuccioli nella savana (Pride), regia di John Downer - film TV (2004)

### Montatore
- Robin Hood (Robin of Sherwood) - serie TV, episodio 2x01 (1984)
- She-Wolf of London - serie TV, 6 episodi (1990)

## Riconoscimenti
- Premio Oscar
  - 2022 - Candidatura al miglior sonoro per Belfast[9]
  - 2023 - Miglior sonoro per Top Gun: Maverick[10]
  - 2024 - Candidatura al miglior sonoro per Mission: Impossible - Dead Reckoning - Parte uno
- Premio Emmy
  - 2005 - Miglior sonoro in una miniserie o film per la televisione per Tu chiamami Peter[11]
- BAFTA
  - 2012 - Candidatura al miglior sonoro per Harry Potter e i Doni della Morte - Parte 2[12]
  - 2019 - Candidatura al miglior sonoro per Mission: Impossible - Fallout[13]
  - 2023 - Candidatura al miglior sonoro per Top Gun: Maverick[14]